# Thomasomys cinereus
Thomasomys cinereus är en däggdjursart som först beskrevs av Thomas 1882.  Thomasomys cinereus ingår i släktet paramoråttor och familjen hamsterartade gnagare. IUCN kategoriserar arten globalt som livskraftig. Inga underarter finns listade i Catalogue of Life.
Arten förekommer i Anderna i norra Peru. Den vistas i bergsskogar och i andra skogar i Andernas låga delar. Individerna är aktiva på natten och går främst på marken.